# Становий пристав
Становий пристав (становий) — поліційна посадова особа у Російській імперії у 1837—1917 роках.
Становий пристав відповідав за громадську безпеку у ввіреному йому стані, адміністративно-поліцейської одиниці, на які поділявся повіт. Кількість приставів у різних повітах була різною, залежавши від розмірів повіту та кількості його населення. Окрім того, кількість станів у повіті з часом могла змінюватися. Наприклад, якщо 1867 року Зміївський повіт Харківської губернії мав два стани, то 1877 року — вже три, а з 1908 року — чотири (така кількість збереглася до 1917 року).
Становий пристав був засідателем земського суду, який до 1862 року завідував повітовою поліцією.
Станового пристава призначав губернатор. Підпорядковувався у 1837—1862 роках земському справнику та земському суду, а з 1862 року — повітовому справнику як керівнику повітового поліційного управління. Становому були підлеглі десятники, соцькі, п'ятисоцькі і тисяцькі з селян. З 1878 року становому приставу стали підлеглі урядники для допомоги та для нагляду за соцькими та десятниками.